# Xantholepidote
Xantholepidote là một chi bướm đêm thuộc họ Geometridae.